# Емилија Дубљанин Распоповић
Емилија М. Дубљанин Распоповић (Београд, 2. октобар 1974) српски је лекар, специјалиста физикалне медицине и рехабилитације и ванредни професор на Медицинском факултету Универзитета у Београду.
Помоћник је директора и начелник одељења за стационарну рехабилитацију Службе за физикалну медицину и рехабилитацију Универзитетског Клиничког центра Србије на Клиници за ортопедску хирургију и трауматологију. Др Дубљанин Распоповић је изабрани председник Удружења за физикалну и рехабилитациону медицину Србије.
Бави се лечењем мишићноскелетних повреда. Живи са своје двоје деце у  Београду.

## Стручна биографија, дипломе и звања
Део основне и средње школу завршила је у Београду и Берлину. Дипломирала је на Медицинском факултету у Београду 1999. године. Била је стипендиста Републичке фондације за развој научног подмлатка. Специјалиста је физикалне и рехабилитационе медицине од 2005. године. Под менторством Проф. Др Марка Бумбаширевића магистрирала је на Медицинском факултету у Београду 2004. Године из области рехабилтиације повреде након реконструкције предњег укрштеног лигамента, а затим  и докторирала 2011. године са темом Процена рехабилитационог исхода код пацијената са преломом кука. Субспецијалистички рад из Медицине бола одбранила је на Медицинском факултету Универзитета у Београду 2019. године.
Полагањем испита Европског борда за физикалну и рехабилитациону медицину Уније европских специјалиста медицинских наука (PRM Board – UEMS) 2009. године стекла је звање Board certified PRM fellow. Године 2017. стекла је диплому Европске федерације за терапију бола. Од 2016. до 2023. године била је члан едукационог комитета Европског удружења за терапију бола. Током студијских боравака усавршавала се на Ортопедској универзитетској клиници у Хајделбергу и Charite-Universitatsmedizin у Берлину ,као и на Presbyterian Hospital-Weill Cornell Medical Center и Hospital For Special Surgery у Њујорку. Проф. Емилија Дубљанин је одражала је већи број предавања на научним и стручним састанцима у земљи и иностранству.

## Пројекти

### Интернационални пројекти
- Учесник пројекта„ Project addressing quality of postoperative pain management in Europe by continous quality improvement and peer review” (2017), Руководилац пројекта: Prof. Dr Winfried Meissner. Department of Anesthesiology and Intensive Care Medicine, Jenа, Немачка.
- Учесник пројекта „” with the EFIC taskforce and PAIN OUT network registered at Clinicaltrials.gov -identifier:NCT02083835. 2021—2022). ЕFIC task work and Pain OUT network, Руководилац пројекта: Prof. Dr Winfried Meissner. Department of Anesthesiology and Intensive Care Medicine, Jenа, Немачка.
- Учесник пројекта „Pain And Opioids after Surgery PANDOS” ( ClinicalTrials.gov  NCT05877157), Руководилац пројекта: Проф Patrice Forget, Универзитет у Абердину и Европско друштво за анестезиологију и интензивну терапију (2023— )
- Учесник пројекта пројекту Евопрске кооперације у науци и технологију (COST) CA22170 - TEndon Regeneration NETwork (TENET) (2023- )

### Национални пројекти
- „Значај ране дијагностике синдрома опструктивне апнеје у спавању код возача професионалаца који управљају моторним возилима”, Министарство науке и технолошког развоја (2011-2014), бр. ON175081. Руководилац пројекта Проф. Др Александар Миловановић
- „Клиничко епидемилошка истраживања незељених догаћаја у току болничког лечења” (2011-2023) бр. ON 175046. Руководилац пројекта Проф. Др Љиљана Марковић Денић, 2023- бр. 200110, Руководилац пројекта Проф. Др Драгана Вуковић.
- Учесник у пројекту „Испитивање различитих критеријума за процену спремности спортиста за пун обим тренинга након лигаментопластике предње укрштене везе колена”, Носилац пројекта Катедра за моторику и методологију Универзитета у Београду, Факултета спорта и физиког васпитања и Катедра за специјалистичку наставу из области ортопедије Универзитета у Београду, Медицински факултет у Београду (2022- ). 02- бр 859-22-2. Руководилац пројекта Доц др Оливера Кнежевић, Проф др Марко Кадија

## Научни и стручни рад
Др Дубљанин Распоповић као аутор или коаутор, публиковала је велики број радова са SCI листе. Редовно држи предавања по позиву на конгресима и стручним састанцима у земљи и иностранству. Бави се истраживањима из области постоперативне терапије бола и мишићноскелетне рехабилитације. Као професор посвећена је едукацији студената на свим нивоима наставе на Медицинском факултету Универзитета у Београду.  Као изабрани председник удружења за физикалну медицину и рехабилтиацију предано ради на континуираној едукацији специјалиста физикалне и рехабилитационе медицине и европског стандардизацији струке.

## Награде и признања
- Добитник је еудкативног гранта Европске федерације за терапију бола 2014 год.:
- Била је стипендиста домаћих и интернационалних фондација
- 1997—1999 — Стипендија републичког министарства за науку и технологију за младе таленте.
- 2002 DAAD стипендија
- 2006 — Andlinger Residency Exchange Fellowship USA (стипендија америчко аустријске фондације AAF);